# Lepilemur hubbardi
Lepilemur hubbardi is een zoogdier uit de familie van de wezelmaki's (Lepilemuridae). De wetenschappelijke naam van de soort werd voor het eerst geldig gepubliceerd door Louis et al. in 2006. De soort is genoemd naar de Theodore F. and Claire M. Hubbard Family Foundation, die veel steun heeft gegeven aan de onderzoeken die tot de beschrijving van deze soort leidden.

## Kenmerken
L. hubbardi is een grote, veelkleurige wezelmaki. Het gewicht bedraagt 0,99 kg. De rug is donker roodbruin, geleidelijk lichter wordend naar de witte buik toe. Het gezicht is grijsbruin, maar de bovenkant van het hoofd is roodbruin. De staart is roodachtig.

## Verspreiding
De soort komt voor in het Nationaal park Zombitse Vohibasia (tussen de rivieren Onilahy en Mangoky) op Madagaskar. De verspreiding van deze soort ligt het dichtst bij die van de roodstaartwezelmaki (L. ruficaudatus), die ook zijn nauwste genetische verwant is.
Lepilemur aeeclis · Lepilemur ahmansoni · Lepilemur ankaranensis · Lepilemur betsileo · Grijsrugwezelmaki (Lepilemur dorsalis) · Milne-Edwards wezelmaki (Lepilemur edwardsi) · Lepilemur fleuretae · Lepilemur grewcocki · Lepilemur hollandorum · Lepilemur hubbardi · Lepilemur jamesi · Witvoetwezelmaki (Lepilemur leucopus) · Kleintandwezelmaki (Lepilemur microdon) · Lepilemur milanoii · Grote wezelmaki (Lepilemur mustelinus) · Lepilemur otto · Lepilemur petteri · Lepilemur randrianasoloi · Roodstaartwezelmaki (Lepilemur ruficaudatus) · Lepilemur sahamalaza · Lepilemur scottorum · Lepilemur seali · Noordelijke wezelmaki (Lepilemur septentrionalis) · Lepilemur tymerlachsoni · Lepilemur wrighti